# Rezolucija Vijeća sigurnosti UN-a 943
Rezolucijom 943 Vijeća sigurnosti Ujedinjenih naroda, usvojenom 23. rujna 1994., nakon ponovne potvrđivanja svih rezolucija o situaciji u Bosni i Hercegovini, Vijeće je suspendiralo neka ograničenja protiv Savezne Republike Jugoslavije (Srbija i Crna Gora) i raspravljalo o zatvaranju granice između SRJ i BiH.
Vijeće sigurnosti pozdravilo je odluku Srbije i Crne Gore o predloženom teritorijalnom rješenju za Bosnu i Hercegovinu i odluku obiju država da nastave podržavati zatvaranje granica između dviju zemalja, isključujući humanitarnu pomoć. Djelujući prema Poglavlju VII Povelje Ujedinjenih naroda, tada je odlučeno da se obustave sljedeće mjere protiv Srbije i Crne Gore na početno razdoblje od 100 dana ako obje strane u potpunosti provode zatvaranje granice:
(a) ograničenja u rezolucijama 757 (1992.) i 820 (1993.) povezana sa zrakoplovima;
(b) ograničenja koja se odnose na trajektnu uslugu između Bara, Crna Gora i Barija, Italija;
(c) mjere koje se odnose na sport i kulturnu razmjenu.
Odbor Vijeća sigurnosti osnovan 724. (1991.) dobio je upute da pojednostavi postupke kada se radi o zahtjevima za humanitarnu pomoć. Naposljetku, od glavnog tajnika Butrosa Butros-Galija zatraženo je da svakih 30 dana izvijesti nastavljaju li obje zemlje provoditi zatvaranje granica, a najavljeno je da će suspenzija ograničenja biti prekinuta petog radnog dana nakon zatvaranja granica. Izvješće glavnog tajnika ako zatvaranje granice nije provedeno.
Rezolucija 943 usvojena je s 11 glasova za, dva protiv (Džibuti, Pakistan) i dva suzdržana iz Nigerije i Ruande.

## Vanjske poveznice
| Wikizvor | Engleski Wikizvor ima izvorni tekst na temu: United Nations Security Council Resolution 943 |

- Text of the Resolution at undocs.org